# NGC 996
NGC 996 est une galaxie elliptique située dans la constellation d'Andromède. NGC 996 a été découverte par l'astronome français Édouard Stephan en 1871.

## Caractéristiques
Sa vitesse par rapport au fond diffus cosmologique est de 4 103 ± 20 km/s, ce qui correspond à une distance de Hubble de 60,5 ± 4,3 Mpc (∼197 millions d'al).

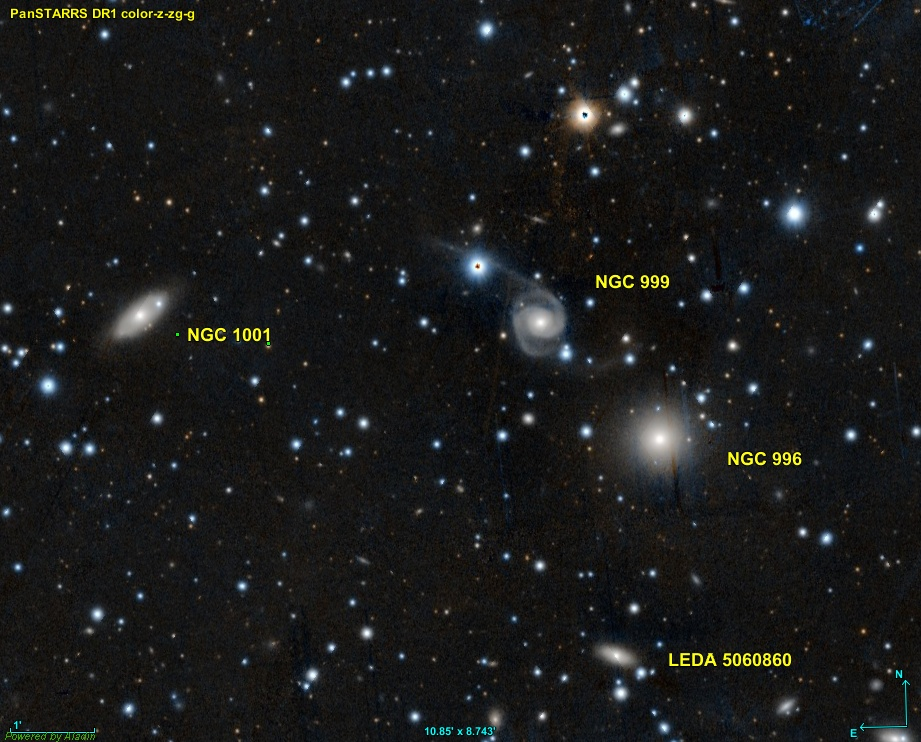
Plusieurs galaxies sont située dans la même région de la sphère céleste que NGC 996.

## Paire de galaxies

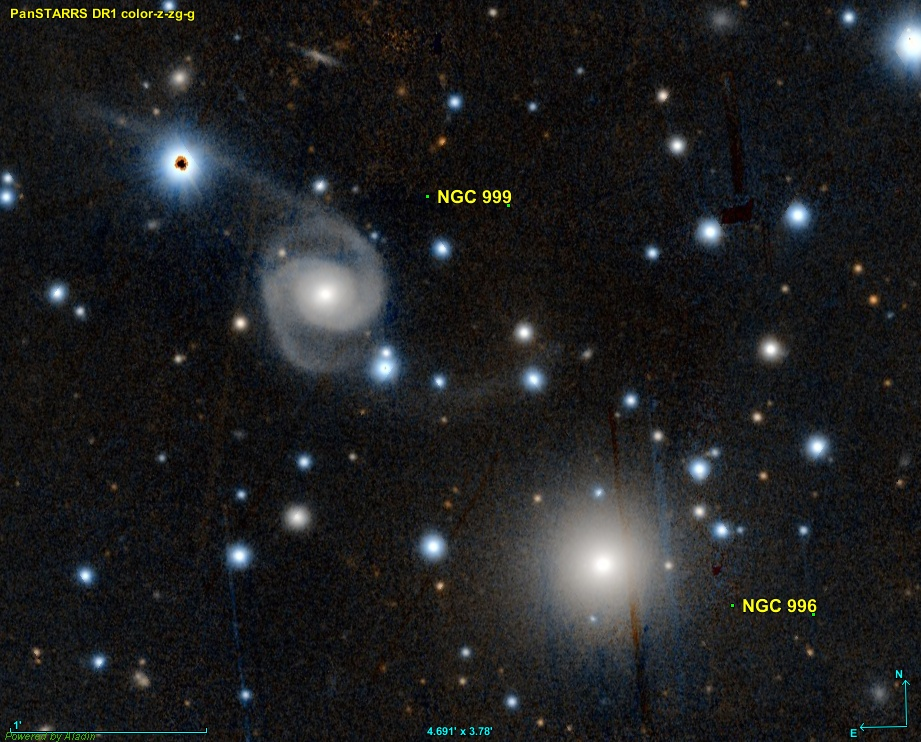
La paire de galaxie NGC 996 et NGC 999.

NGC 996 et NGC 999 sont rapprochées sur la sphère céleste et elles sont à peu près à la même distance de la Voie lactée. Elles forment donc une paire de galaxies et elles sont peut-être en interaction gravitationnelle, bien que rien ne semble l'indiquer sur l'image.

## Supernova
La supernova SN 1996bq a été découverte dans NGC 996 le 12 novembre 1996 par l'astronome français Christian Pollas de l'observatoire de la Côte d'Azur. Le type de cette supernova n'a pas été déterminé.